# Karamoko Kéïta
Karamoko Kéïta (21 aprile 1974) è un ex calciatore maliano, di ruolo portiere.

## Carriera

### Nazionale
Ha debuttato in Nazionale il 5 luglio 1997, in Tunisia-Mali (1-0), subentrando a Ousmane Farota al minuto 16. Ha partecipato, con la Nazionale, alla Coppa d'Africa 1994 e alla Coppa d'Africa 2002. Ha collezionato in totale, con la maglia della Nazionale, tre presenze.